# Agaraeus
Agaraeus is een geslacht van vlinders van de familie spanners (Geometridae), uit de onderfamilie Ennominae.

## Soorten
- A. discolor Warren, 1893
- A. distans Warren, 1895
- A. parva Hedemann, 1881